# So Sau-Chung
So Sau-Chung (Guangzhou, 1941) is een Hongkongse politiek activist. Hij werd geboren in Guangzhou en migreerde in 1949 naar Hongkong. Hij organiseerde in 1966 op 27-jarige leeftijd de hongerstakingprotest vanwege de prijsverhoging van de Star Ferry. 
In 1996 ontving hij de grote gelofte van de drie altaren (三壇大戒) in het Po Linklooster om bhikkhu te worden. Zijn monniknaam luidt: Yiu-Lok (曜樂).